# غزال (فیلم)
غزال فیلمی به کارگردانی و نویسندگی مجتبی راعی ساختهٔ سال ۱۳۷۴ است.

## خلاصه داستان
معصومه که نویسنده است قصد دارد با استفاده از خاطرات مادر خود قصه‌ای در مورد زمان جوانی مادر بنویسد. غزال مادر معصومه در مورد اتفاقاتی که در زمان کشف حجاب برای او رخ داده برای دخترش می‌گوید. غزال روزی از طرف یک آژان به خاطر داشتن حجاب مورد حمله قرار می‌گیرد، ولیکن غزال آژان را با آجری  کی زخمی می‌کند و آژان با قداره‌ای به دنبال او می‌رود.

## بازیگران
- محمدعلی کشاورز
- فاطمه گودرزی
- محمود پاک‌نیت
- مهدی فقیه
- احمد علامه‌دهر
- اسماعیل سلطانیان
- سوسن راعی
- بهاره رهنما

## جوایز
- برنده سیمرغ بلورین بهترین بازیگر نقش اول زن (فاطمه گودرزی) از چهاردهمین دوره جشنواره فیلم فجر
- برنده سیمرغ بلورین بهترین تدوین (جلال معیریان) از چهاردهمین دوره جشنواره فیلم فجر